# Le Voile nuptial
Pour plus de détails, voir Fiche technique et Distribution.
Le Voile nuptial (titre original : The Stolen Bride) est un film muet américain réalisé par Alexander Korda, sorti en 1927.

## Synopsis
Franz Pless, fils d'un paysan hongrois, part à New York pour devenir architecte, et y rencontre Sari, Comtesse Thurzo, qu'il avait connue quand ils étaient enfants. Une romance se développe entre eux mais Sari doit retourner en Hongrie avec son père. Franz la suit en Europe, mais apprend avec consternation qu'il doit faire son service militaire obligatoire de trois ans. En permission pour rendre visite à son grand-père, il se querelle avec le Baron von Heimberg, capitaine de son régiment. Lors de rencontres en secret, Sari promet à Franz de l'attendre, mais, lors d'un banquet son père annonce ses fiançailles avec Heimberg sans l'avoir prévenue. Franz se bat avec le capitaine, Sari le cache mais il est découvert. On lui offre la liberté à condition qu'il quitte le pays. Ilona, la maîtresse du capitaine, emprunte la robe de mariée de Sali pendant que celle-ci est avec Franz et force le capitaine à sa marier avec elle. 

## Fiche technique
- Titre original : The Stolen Bride
- Réalisation : Alexander Korda
- Scénario : Carey Wilson
- Costumes : Max Rée
- Photographie : Robert Kurrle
- Production : Carey Wilson
- Société de production : First National Pictures
- Pays d’origine :  États-Unis
- Langue originale : anglais
- Format : noir et blanc — 35 mm — 1,37:1 — Muet
- Genre : Comédie dramatique
- Durée : 8 bobines
- Dates de sortie :
  - États-Unis : 14 août 1927

## Distribution
- Billie Dove : Sari, Comtesse Thurzo
- Lloyd Hughes : Franz Pless
- Armand Kaliz : Baron von Heimberg
- Frank Beal : Comte Thurzo
- Lilyan Tashman : Ilona Taznadi
- Cleve Moore : Lieutenant Kiss
- Otto Hoffman : Papa Pless
- Charles Wellesley : l’aumônier du régiment
- Bert Sprotte : le sergent